# Незаконне переправлення осіб через державний кордон України
Незаконне переправлення осіб через державний кордон України — злочин у сфері охорони державного кордону України, передбачений статтею 332 Кримінального кодексу України.

## Безпосередньо злочин
За частиною першою кваліфікується незаконне переправлення осіб через державний кордон України, організація незаконного переправлення осіб через державний кордон України, керівництво такими діями або сприяння їх вчиненню порадами, вказівками, наданням засобів або усуненням перешкод.
За частиною другою кваліфікуються ті самі дії, вчинені:
- способом, небезпечним для життя чи здоров'я особи, яку незаконно переправляли АБО
- щодо кількох осіб АБО
- повторно АБО
- за попередньою змовою групою осіб АБО
- службовою особою з використанням свого службого становища.

За частиною третьою кваліфікуються ті самі дії (передбачені першою або другою частиною), вчинені організованою групою або з корисливих мотивів.
Серед факторів, які спонукають до вчинення зазначеного злочину, називають прагнення осіб, які незаконно перетинають кордон, до покращення якості свого життя (шляхом еміграції), неможливість або значна складність для таких осіб перетнути кордон у законний спосіб, корупція у державних органах тощо.

## Склад злочину
- Об'єкт злочину — порядок перетинання державного кордону України, цілісність і недоторканність кордону. Додатковим об'єктом є державний суверенітет України.
- Об'єктивна сторона злочину може полягати у вчиненні таких дій: незаконне переправлення осіб через державний кордон України або організація такого переправлення або керівництво такими діями або сприяння їх вчиненню порадами, вказівками, наданням засобів або усуненням перешкод (чотири форми). Склад злочину формальний.

Незаконним є переправлення осіб через державний кордон України поза пунктами пропуску через державний кордон або через пункти пропуску, але без відповідних докуметів або дозволів органів державної влади. Засіб вчинення злочину має значення для кваліфікації за частиною першою або другою.
- Суб'єкт злочину загальний. Якщо суб'єктом злочину є службова особа, яка використала службове становище, вчинене кваліфікується за частиною другою.
- Суб'єктивна сторона злочину характеризується прямим умислом. Має значення мотив вчинення злочину, оскільки якщо мотив корисливий, то вчинене кваліфікується за третьою частиною статті.

## Відповідальність
- За частину першу — позбавлення волі на строк від трьох до п'яти років.
- За частину другу — позбавлення волі на строк від п'яти до семи років та з позбавленням права обіймати певні посади або займатися певною діяльністю на строк до трьох років.
- За частину третю — позбавлення волі на строк від семи до дев'яти років з позбавленням права обіймати певні посади або займатися певною діяльністю, з конфіскацією майна.

## Криміналістична характеристика злочину
До структури криміналістично характеристики цього злочину належать такі елементи: особа організатора переправлення, склад і структура організованої групи, мотиви і цілі, особи, яких незаконно переправляють, обстановка скоєння злочину, спосіб учинення та обставини, що сприяють учиненню.
Типовим організатором є особа чоловічої статі у віці від 25 до 45 років, без постійного місця роботи, є громадянами або мешканцями України або пострадянських держав, яка володіє російською та/або українською мовою, володіє знаннями у сфері документообігу, міграційного законодавства, має виражені риси лідера, як правило, розуміється на психології людини, обізнаний про методи роботи міграційних органів. 
Організовані групи, як правило, вчиняють більш як один злочин, застосовуючи шахрайство та підробку документів. Організація включає управління кількома підгрупами співучасників, які виконують різні функції (наприклад, особи, які виробляють підроблені документи, особи, які надають тимчасове місце проживання мігрантів), а також налагодження зв'язків із посадовими особами міграційних органів, які сприяють учиненню злочину і тривалій діяльності злочинної групи.
Мотив організаторів, як правило, корисливий, мета — отримання прибутку. В окремих випадках можливі інші мотиви, зокрема політичний: у 2021 році європейські країни звинувачували Білорусь у штучному створенні міграційної кризи і допомозі мігрантам у незаконному перетині кордону з ЄС. В інших випадках незаконне переправлення пов'язане або є складовою іншої злочинної діяльності (торгівля людьми, контрабанда наркотичних засобів тощо).
Щодо осіб, яких незаконно переправляють, то типовим незаконним мігрантом є особа чоловічої статі у віці від 30 до 40 років, з невисоким матеріальним статком і соціальним становищем, з низьким освітнім рівнем, переважно це особи з пострадянських країн, Близького та Далекого Сходу. Зустрічаються також особи, які тікають від кримінальної відповідальності. 
Незаконний перетин кордону у пунктах пропуску здійснюється, як правило, у будь-який час доби, коли на пункті пропуску спостерігається скупчення, а поза пунктами пропуску — вночі і на важкодоступних для охорони кордону ділянках. Також враховується активність правоохоронців на певній ділянці та пора року.
Способи використовуються різноманітні. Для пошуку незаконних мігрантів використовуються зв'язки у діаспорах, реклама на відповідних ресурсах, використання осіб, які вже перетнули кордон та їх спільників. Для безпосереднього перетину кордону використовуються: у пунктах пропуску — підроблені документи, переховування мігрантів у спеціально підготовленому місці транспортних засобів; поза пунктами пропуску — переміщення осіб через лінію державного кордону самостійно (з вказівками, куди рухатися далі), у супроводі провідника або з використанням транспортних засобів. 
Умовами, які сприяють скоєнню цього злочину, є значна протяжність державного кордону, недостатня кількість інженерно-технічних споруд для його охорони, недостатня діяльність правоохоронних органів тощо.